# アダ級コルベット
アダ級コルベット（トルコ語: Ada sınıfı korvet、英語: Ada-class corvette）は、トルコ海軍のコルベットの艦級。計画名はミルゲム（トルコ語: MİLGEM projesi）。

## 設計
本級は、トルコ初の国産大型水上戦闘艦であり、ミルゲム計画として1996年より着手された。沿海域での対水上・対潜戦を主眼においており、ロッキード・マーティン社のフリーダム級沿海域戦闘艦に似たステルス艦として設計されている。船型は長船首楼型を採用した。耐航性に優れ、シーステート5でもすべての任務を実施でき、部分的にはシーステート6にも対応できる。
主機関はCODAG方式とされており、巡航機としてV型16気筒のMTU 16V595 TE90ディーゼルエンジン2基（単機出力11,580馬力）、加速機としてゼネラル・エレクトリック LM2500ガスタービンエンジン1基（単機出力31,000馬力）を備えている。ディーゼルエンジン1基のみでも15ノットでの巡航が可能である。

## 装備
戦闘システムの中核として、国内開発のGENESIS戦術情報処理装置（Gemi Entegre Savas Idare Sistemi）を搭載する。これはG級フリゲートの近代化改修で既に採用されていたものであった。また本級専用の派生型としてG-MSYS（GENESYS MILGEM Savas Yonetim Sistemi）も開発されている。ネームシップの就役当初はリンク 11にしか対応していなかったが、まもなくリンク 16にも対応できるようコンソールが追加された。リンク 22への対応も予定されている。
主センサーとなるのが、Sバンドの3次元レーダーであるSMART-S Mk.2である。これはMEKO型フリゲートやG級フリゲートへの後日装備も予定されており、2010年にはトルコ国内でのライセンス生産契約が締結されていた。なお航海用レーダーは低被探知性（LPI）を備えている。ソナーとしては、アメリカ製のAN/SQS-56を元に開発されたヤカモズを搭載する。なおAN/SQS-56はMEKO型フリゲートやG級フリゲートなどで、既にトルコ海軍では広く採用されていた。

## 同型艦一覧
| #     | 艦名                        | 建造所                  | 起工           | 進水           | 就役           |
| ----- | --------------------------- | ----------------------- | -------------- | -------------- | -------------- |
| F-511 | ヘイベリアダ TCG Heybeliada | イスタンブール 海軍工廠 | 2007年 1月22日 | 2008年 9月27日 | 2011年 9月27日 |
| F-512 | ブユックアダ TCG Büyükada   | イスタンブール 海軍工廠 | 2008年 9月27日 | 2011年 9月27日 | 2013年 9月27日 |
| F-513 | ブルガズアダ TCG Burgazada  | イスタンブール 海軍工廠 | 2013年 9月27日 | 2016年 6月18日 | 2018年 11月4日 |
| F-514 | クナルアダ TCG Kınalıada    | イスタンブール 海軍工廠 | 2016年 6月18日 | 2017年 7月3日  | 2019年 9月29日 |

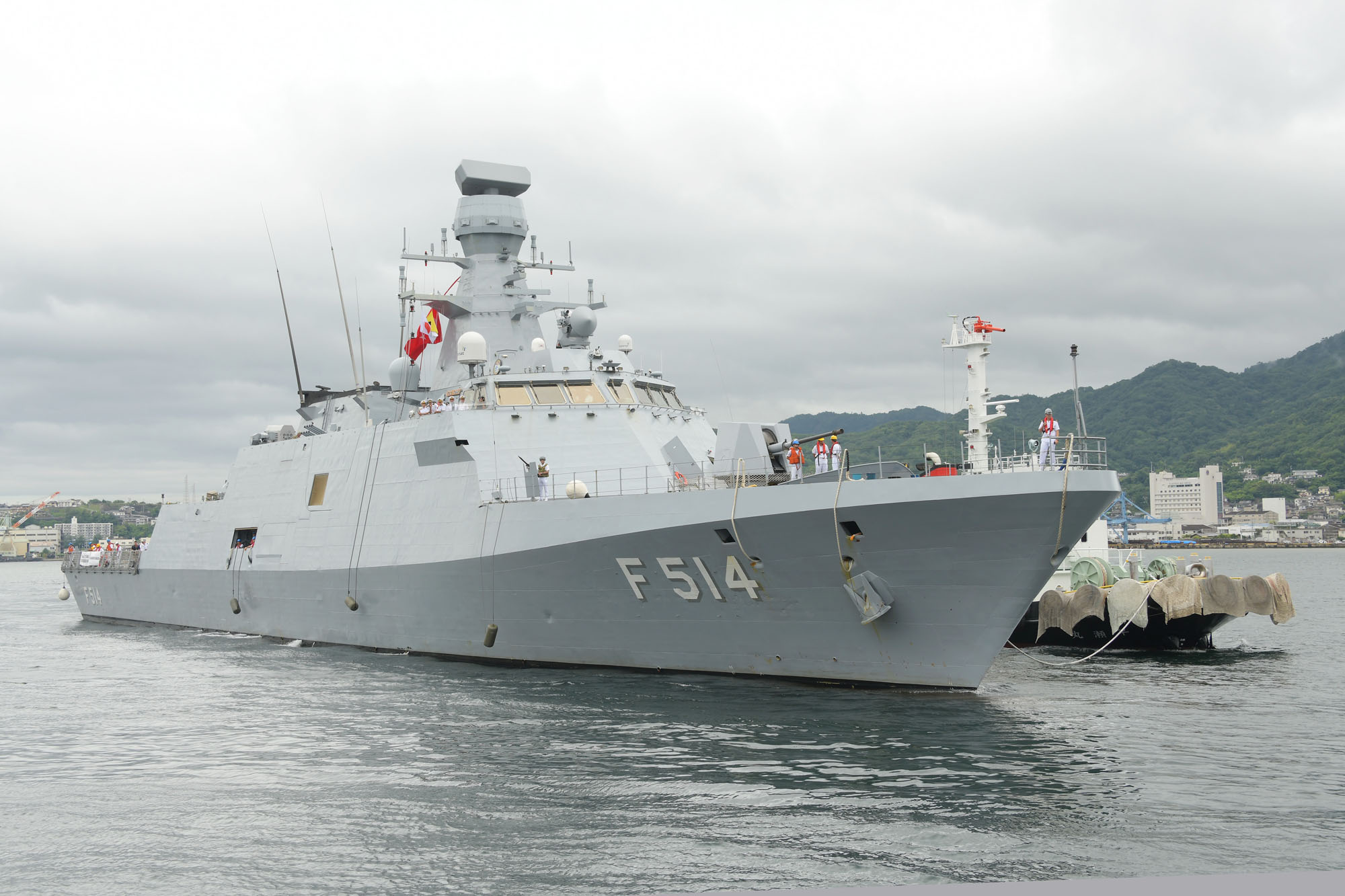
海上自衛隊呉基地に入港する「クナルアダ」

更に4隻が計画されていたが、これらは拡大発展型のイスタンブール級(I級)フリゲートとして建造される。イスタンブール級1番艦は2017年に起工され、2021年1月に進水した。

### 派生型
派生型として、情報収集艦「ウフク（TCG Ufuk）」が2022年1月14日に就役した。兵装とヘリコプター格納庫を撤去し、機関をディーゼルのみ搭載、前部マストを大形化し艦体後部にマストを増設している。エリントとシギントを行うほか、試験艦と練習艦の任務も兼任する。

### 各国への輸出
2011年にはインドネシア海軍向けとして2隻の建造契約が締結されたと報じられたが、これは後にキャンセルされオランダのシグマ級コルベットのライセンス生産に切り替えられた。
2018年にパキスタン海軍向けにジンナー級フリゲートとして4隻の建造契約が結ばれた。ジンナー級ではパキスタン軍が装備する中国製HQ-16艦対空ミサイルに対応したVLSシステムおよびトルコ国産のCIWSシステムが追加搭載され、排水量が増大する見込みであると報じられている。また2020年には、ウクライナ海軍向けにムィコラーイウのオケアン造船所でのライセンス生産契約が締結されたと発表された。